# Bring mich nach Hause
Bring mich nach Hause is het vierde studioalbum van de Duitse band Wir sind Helden, uitgebracht op 27 augustus 2010. Het album is voorafgegaan bij de release van de eerste single, "Alles" op 20 augustus. Op 21 augustus begon Wir sind Helden met het streamen van hun nieuwe album op hun MySpace pagina. Dit leidde tot een lek van het album op dezelfde dag.
De band nam het album in drie maanden op in Berlijn, in de Tritonus Studio. Het album is geproduceerd door Ian Davenport. Het was de eerste keer in de geschiedenis dat een band de basisnummers live opnamen op magnetische banden, wat later gedigitaliseerd werd met ProTools. In plaats van synthesizers gebruikten ze klassieke instrumenten, zoals de accordeon en de banjo.

## Track lijst

### Standaard Editie
The tracklist volgens amazon.de ziet er als volgt uit:

| 1.                 | Alles                                                                                         | 4:24 |
| 2.                 | Was uns beiden gehört                                                                         | 3:04 |
| 3.                 | Bring mich nach Hause                                                                         | 5:05 |
| 4.                 | Flucht in Ketten                                                                              | 4:00 |
| 5.                 | Die Ballade von Wolfgang und Brigitte                                                         | 4:45 |
| 6.                 | Dramatiker                                                                                    | 3:28 |
| 7.                 | 23.55: Alles auf Anfang                                                                       | 3:14 |
| 8.                 | Die Träume anderer Leute                                                                      | 4:00 |
| 9.                 | Meine Freundin war im Koma und alles, was sie mir mitgebracht hat, war dieses lausige T-Shirt | 4:02 |
| 10.                | Kreise                                                                                        | 3:27 |
| 11.                | Im Auge des Sturms                                                                            | 5:23 |
| 12.                | Nichts, was wir tun könnten                                                                   | 3:18 |
| Totale duur: 48:15 |                                                                                               |      |